# Dome B
Koordinaten: 77° 5′ 0″ S, 94° 55′ 0″ O
Dome B ist ein Eisdom in Ostantarktika, der bis auf eine Höhe von 3600 m ansteigt. Aufgrund seiner eher langgestreckten Form wird er in der glaziologischen Fachliteratur auch als Ridge B bezeichnet.
Von Dome B wurde im Südsommer 1987/88 von der 33. Sowjetischen Antarktisexpedition ein insgesamt 780 m langer Eiskern gewonnen. Darin enthaltene Einschlüsse von Luftblasen und vulkanischem Staub geben Auskunft über die Entwicklung der Erdatmosphäre während der letzten 30.000 Jahre.